# Ramp! (The Logical Song)
A Ramp! (The Logical Song) (az újabb kiadványokon már csak egyszerűen mint The Logical Song) a német Scooter együttes 2001-ben megjelent kislemeze. Hivatalosan ez az utolsó, amelyen még Axel Coon is közreműködött. Nagylemezen nem, csak a Push The Beat For This Jam című válogatáslemezen jelent meg (mely a Second Chapter fontosabb pontjait foglalja össze). A dal a Supertramp együttes egyik slágerének feldolgozása. A kislemez videóklipje a Halálos iramban című filmek mintájára készült. A dallam egyes részletei a Back to the Heavyweight Jam című lemez „Watch Out” című dalából valók.
A dal hatalmas siker lett, a mai napig műsoron van, Németországban a kislemezlista második helyéig jutott, ami az addigi legjobb eredményük volt.

## Áttekintés
Az "Always Hardcore" című hivatalos Scooter-könyv tanúsága szerint 2001 végén az együttes már hetek óta készült egy új kislemezzel, ám a végeredményt meghallva Jens Thele menedzser azt mondta, hogy ezt így ebben a formában nem lehet kiadni, mert slágernek túl kemény. Valószínűleg ez lehetett az elvetett, majd Section 11 néven félkészen kiadott "Habanera" kislemez. Mivel azonban már le volt szervezve a videóklip-forgatás, a Dome-fellépés, és az egyéb promóciók is tervbe voltak véve, így mindössze kilenc napjuk volt arra, hogy előálljanak egy új anyaggal. Ehhez Rick régi ötletét, a "The Logical Song" feldolgozását használták fel. A refrént maga Rick énekelte fel és öntötte a dalt végleges formába - nem számoltak azonban azzal, hogy a dal eredeti szerzője, az éppen Németországban turnézó Supertramp szerzői jogi problémákkal fogja őket megkeresni. Hogy az éppen elkészült kislemez ne kerüljön bezúzásra, a Kontor Records megváltotta a jogdíjakat, több tízezer dollár értékben.
A kislemez a Scooter második legnagyobb sikere lett (megjelenése idejében a legsikeresebb), ugyanis a német kislemezlista második helyéig jutott. Videóklip-forgatásán ismerkedett meg egymással Axel Coon és Kelly Trump német pornószínésznő, akik aztán egymásba szerettek, és később összeházasodtak.
Érdekesség, hogy a kislemez 2019 januárjában, azaz 17 évvel a megjelenés után lett platinalemez az Egyesült Királyságban. A lemezátadó erejéig újra összeállt egy fényképre a Second Chapter alatti felállás, az alkotók.

## Számok listája
1. Ramp! (The Logical Song) (3:53)
2. Ramp! – Extended Mix (6:07)
3. Ramp! – The Club Mix (7:00)
4. Siberia (2:49)

### Limited Edition
1. Radio Edit
2. Extended Version
3. The Club Mix
4. Starsplash Mix
5. Jay Frog Mix

### Brit kiadás
1. Radio Edit
2. Clubstar UK Mix
3. D-Bop UK Mix

### Vinyl verzió
- A1: Extended Version
- A2: The Club Mix
- B1: Starsplash Mix
- B2: Jay Frog Mix

## Más változatok
A Starsplash Remix felkerült a 2003-ban az Egyesült Királyságban megjelent "Weekend!" kislemezre, a Clubstar UK Mix pedig a The Stadium Techno Experience limitált kiadására. Valamennyi remix helyet kapott ez utóbbi album "20 Years of Hardcore Expanded Edition" kiadásán, annak ellenére, hogy időben és az alkotók személyében is inkább a "We Bring The Noise!" albumhoz álltak közelebb.
A 2002-ben megjelent "Encore - Live and Direct" koncertlemezere is felkerült, továbbá a szintén 2002-es "Push The Beat For This Jam" és 24 Carat Gold válogatáslemezekre is. Koncertváltozatban felkerült a 2020-as "I Want You To Stream" című kiadványra is.
Olga Scheps a 2019-ben megjelent "100% Scooter - Piano Only" című kiadványán zongorára átdolgozva is feljátszotta a dalt.

## Közreműködtek
- H.P. Baxxter a.k.a. the mic enforcer - szöveg
- Rick J. Jordan - szintetizátor, vokál
- Axel Coon - szintetizátor
- Jens Thele - társszerző
- Rick Davies, Roger Hodgson - az eredeti dal szerzői
- Marc Schilkowski - kislemezborító
- Michael Menke - borítófotó

## Egyéb
- Videóklip a YouTube-on